# Capelleta exterior (Ivars d'Urgell)
La Capelleta exterior és una capelleta barroca d'Ivars d'Urgell (Pla d'Urgell) inclosa a l'Inventari del Patrimoni Arquitectònic de Catalunya.

## Descripció
Posella de pedra situada en una paret exterior d'un edifici contemporani a la capella.
La base sobresurt al mur de pedra i morter. La capelleta pròpiament dita està emmarcada en dos símils de columnes decorades que acaben en una forma que emula un capitell, semblant al que corona el relleu en forma de curculla de la part superior de l'interior de la capella.
A l'interior de la capelleta hi ha encara el peu circular sobre el que anava col·locada la imatge.
No hi ha notícies de a imatge que contenia la posella.

## Història
La casa en la que estava la capelleta data de l'any 1790 i era en un principi del marquès de Segarreta. Se sap que la capelleta fou feta al mateix temps que la casa.
L'edifici anà passant per diversos propietaris fins que el 1917 la comprà el sr. Solé, que aprofità l'edifici, ja en mal estat, com a magatzem.
L'actual propietari, descendent del sr. Solé, pensa traslladar-la a un pati de la seva propietat, ja que la casa està en males condicions.